# 台湾白点兰
台湾白点兰（学名：Thrixspermum formosanum）为兰科白点兰属下的一个种。

## 扩展阅读
- {{commons-inline|Thrixspermum formosanum|台湾白点兰
- 維基物種上的相關：台湾白点兰